# Thomas Sprengers
Thomas Sprengers (Lovaina, 5 de febrer de 1990) és un ciclista belga, professional des del 2013 i actualment a l'equip del Sport Vlaanderen-Baloise.

## Palmarès
- 2012
  - 1r a la Volta a la Província de Lieja
  - Vencedor d'una etapa al Triptyque Ardennaise
  - Vencedor d'una etapa al Tour d'Eure-et-Loir
  - Vencedor d'una etapa al Tour de Moselle